# Новый курс (Троцкий)
«Новый курс» — статья, написанная Львом Троцким и опубликованная в газете «Правда» 11 декабря 1923 года; впоследствии была дополнена новыми материалами и, под тем же названием, издана отдельной брошюрой. В данной работе Троцкий излагал свои наблюдения на тему постепенной бюрократизации большевистской партии и предлагал, в качестве средства борьбы, демократизацию партийной жизни — с условием сохранения однопартийного строя в СССР в целом. Статья стала важным агитационным материалом и её идеи получили значительную поддержку в рядах большевиков, особенно в Москве; мысли Троцкого оказались также популярны среди советской молодёжи. Курс на «перераспределении власти внутри РКП(б)» вызвал ответную критику со стороны крупных советских руководителей, видевших причиной появления данной работы личные конфликты Троцкого с «товарищами по партии», и был отвергнут на XIII партийной конференции в январе 1924 года; сторонники Троцкого были охарактеризованы участниками конференции как «мелко-буржуазное» течение в партии. В последующие годы высказывалось мнение, что отказ от «Нового курса» стал поворотной точкой в истории Советского Союза. Брошюра была переведена на многие языки мира и неоднократно переиздавалась.

## История и описание

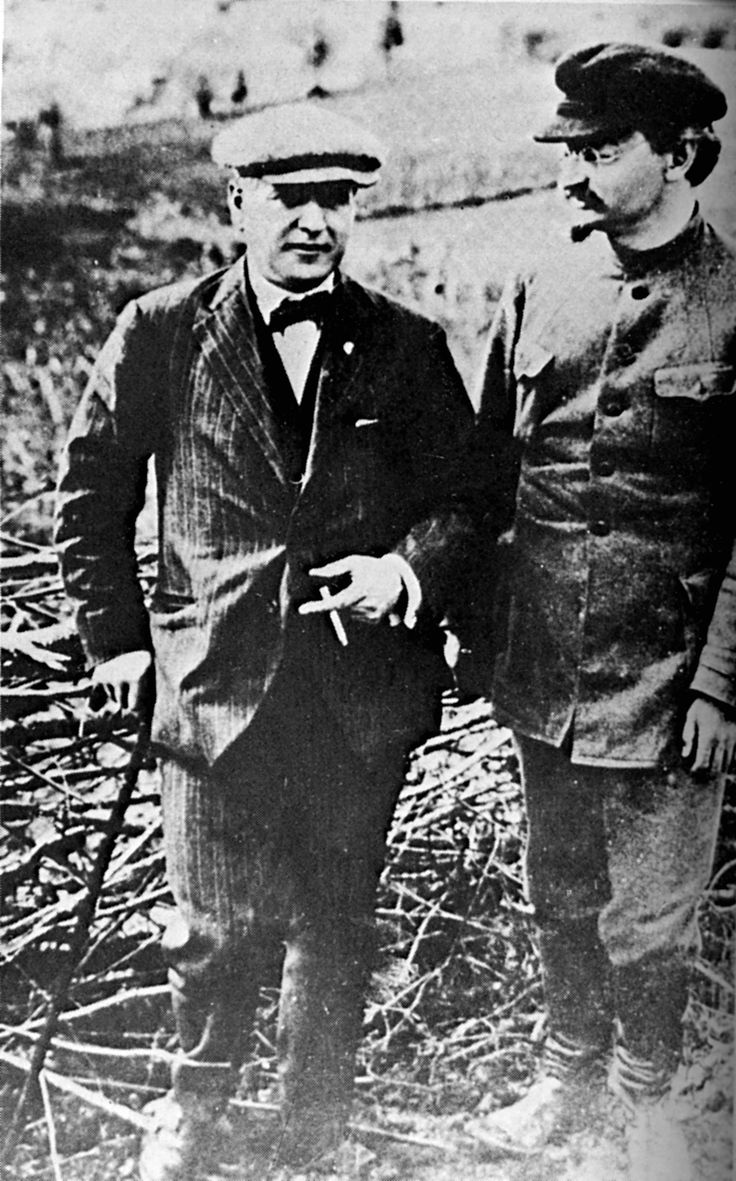
Лев Троцкий (справа) в 1924 году

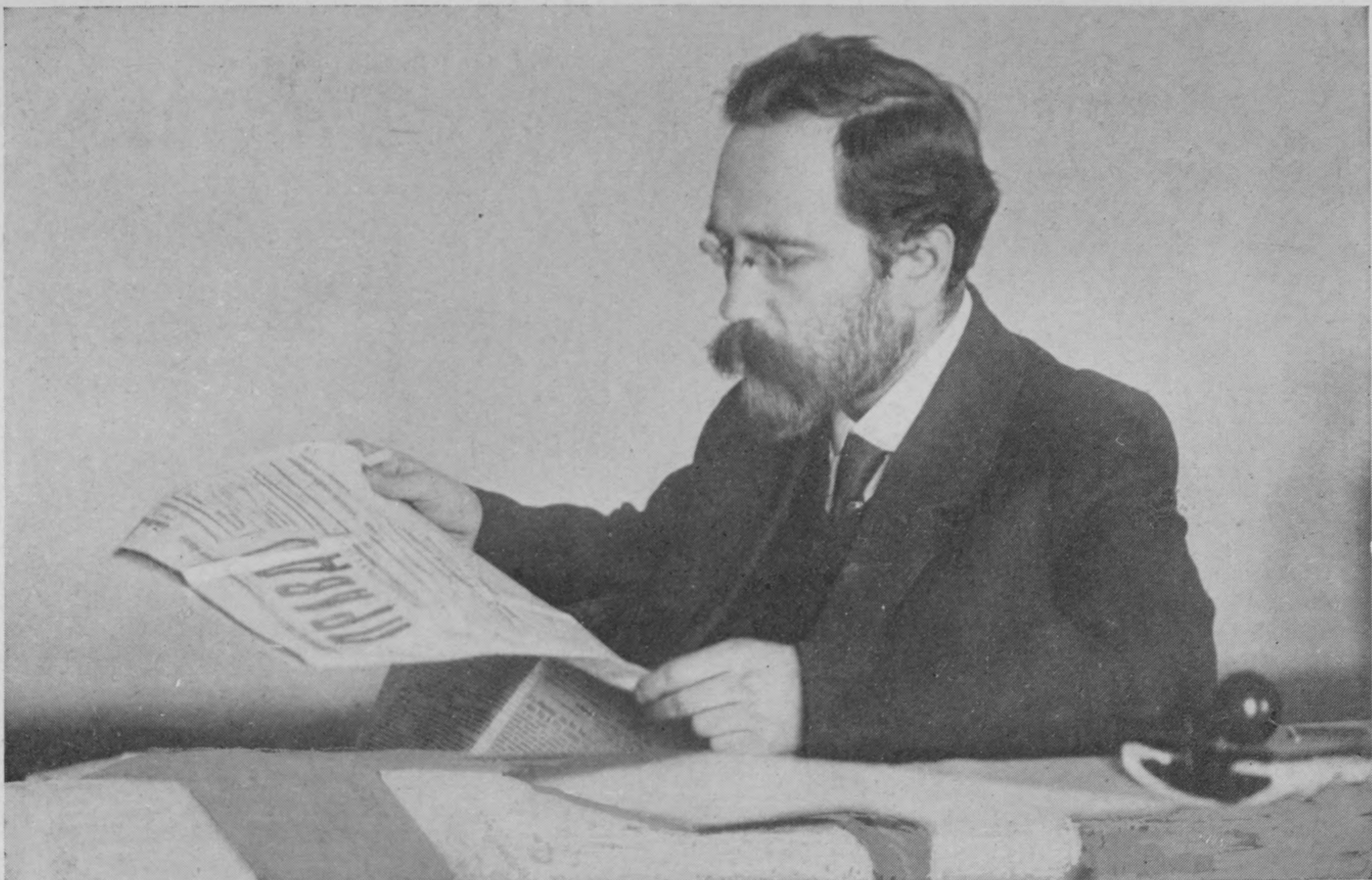
Лев Каменев в 1921 году

### «О партстроительстве»
В 1923 году, с целью подготовки резолюции для XIII съезда РКП(б) о внутрипартийном положении, Политбюро коммунистической партии образовало комиссию в составе Льва Троцкого, Льва Каменева и Иосифа Сталина. Как позже писал сам Каменев, в кабинете Троцкого — к котором в те дни собирались члены комиссии — «шла грубая торговля из-за каждой поправки» в текст документа: Троцкий стоял на позиции демократизации партийного режима, тогда как Каменев и Сталин считали, что «перестраховываться словесными заявлениями не следует».
В результате работы комиссии была выработана резолюция «О партстроительстве», утвержденная 5 декабря на совместном заседании Политбюро и Президиума ЦКК, а затем — опубликованная, с рядом сокращений, в советской печати. По мнению авторов четырёхтомной биографии Троцкого Юрия Фельштинского и Георгия Чернявского, резолюция состояла из набора общих фраз, которые «декларировали добрую волю по отношению к „сверхдемократическим“ претензиям Троцкого»:
Только постоянная, живая идейная жизнь может сохранить партию такой, какой она сложилась до и во время революции, с постоянным критическим изучением своего прошлого, исправлением своих ошибок и коллективным обсуждением важнейших вопросов.
«Прекраснодушные лозунги» документа были почти полностью заимствованы из текстов Троцкого и он — по оценке Фельштинского и Чернявского — полагал, что одержал победу. В то же время, одновременно с принятием компромиссной резолюции, «высшие партаппаратчики» продолжили нападки на взгляды Троцкого и на него лично. В частности, в те дни член ЦК Григорий Зиновьев предложил сталинскому большинству сплотиться для дальнейшей борьбы с Троцким — подписи Сталина, Томского, Каменева и Рыкова засвидетельствовали согласие с предложением Зиновьева.

Статья в «Правде» (1923)

### Статья
В данных обстоятельствах 8 декабря 1923 года Троцкий написал статью «Новый курс. (Письмо к партийным совещаниям)», в котором требовал замены «оказенившейся и обюрократившейся части партаппарата свежими силами, тесно связанными с жизнью коллектива или способными обеспечить такую связь» — способными, по его выражению, на «критическую самодеятельность». Текст был зачитан в тот же день в Москве — на нескольких районных собраниях партийного актива. Сапронов утверждал, что вначале письмо было отправлено в Краснопресненский район (наиболее крупный пролетарский район), а так как публикация в газетах задерживалась, Троцкий отправил письмо в Рогожско-Симоновский и Замоскворецкий районы. С задержкой в три дня, 11 декабря, Николай Бухарин, являвшийся главным редактором газеты «Правда», решился, предположительно после консультации со Сталиным, опубликовать текст; профессор Николай Васецкий в 1990 году утверждал, что Троцкий настоял на публикации статьи. «Петроградская правда» опубликовала письмо 12 декабря — на первой странице, но рядом с передовой «Под знаком единства».

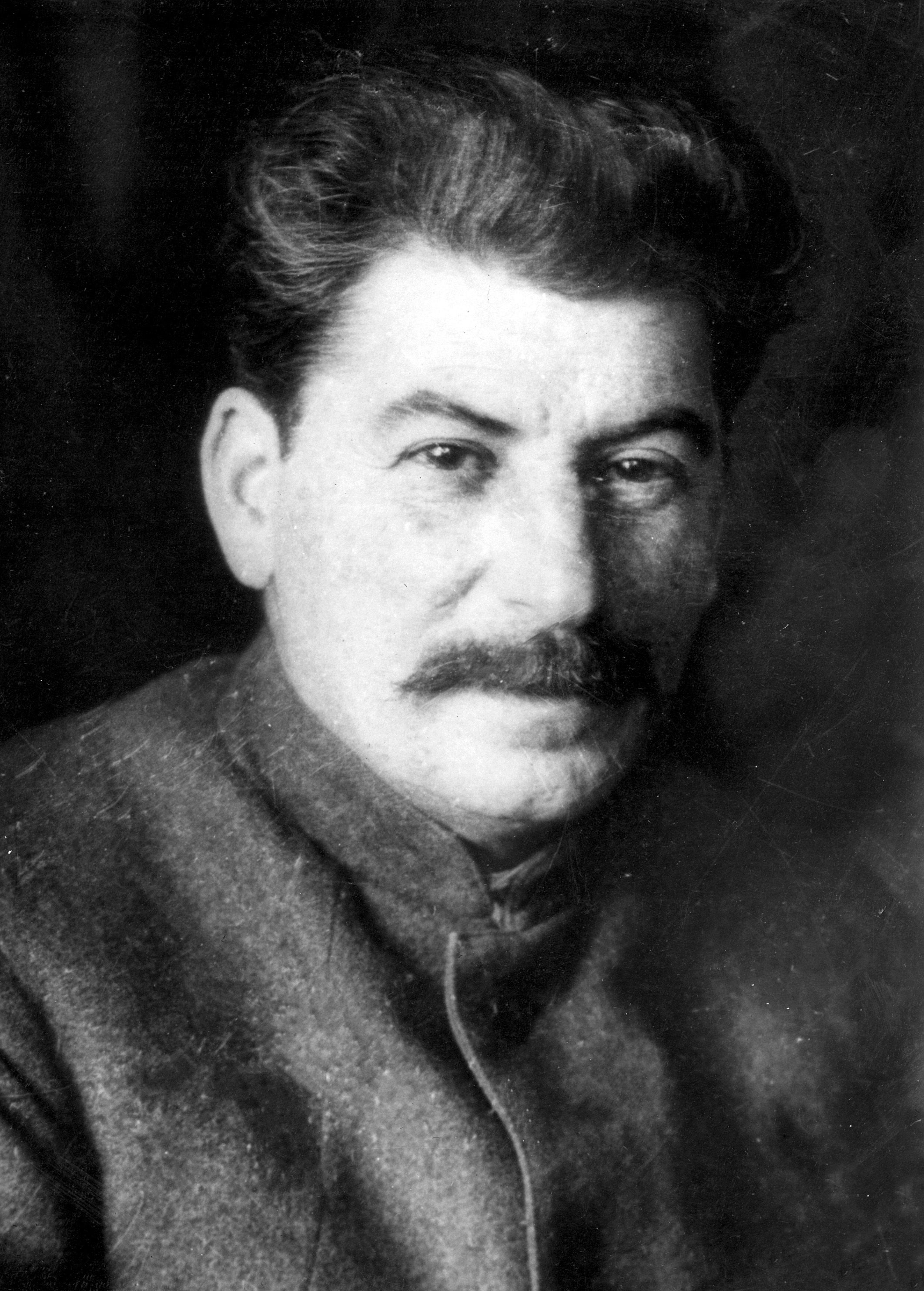
Иосиф Сталин в 1920-е годы

День публикации статьи-письма Троцкого пришелся на первое крупное поражение оппозиции на собрании бюро ячеек и активных работников московской организации. 13 декабря в «Правде» появилась передовая статья «Наша партия и оппортунизм», написанная Бухариным, в которой Троцкий был представлен в образе оппортуниста и обвинялся в том, что его текст противоречил резолюции Политбюро и является «антипартийной платформой». Сам Бухарин объяснил появление ответной передовицы тем, что статья Троцкого вызвала у него «чувство глубочайшего изумления» и была понята им как «объявление войны». 15 декабря в «Правде» появилась статья Сталина под длинным заголовком: «О дискуссии, о тов. Рафаиле, о статьях тт. Преображенского и Сапронова и о письме тов. Троцкого», в котором генеральный секретарь «пытался связать выступления Троцкого с позицией других оппозиционеров». Также Троцкому припоминалось, что он «бывший меньшевик» и «состоит в блоке с демократическими централистами». Каменев прокомментировал публикацию «Нового курса» как возможность для его оппонентов прикрыть свое наступление авторитетом Троцкого.
В результате, дискуссия о демократизации партийной жизни вышла на поверхность: в печати следовали всё новые выступления Троцкого, Бухарина и других высших партийных руководителей, а на многочисленных партсобраниях велись диспуты. 17 декабря было принято постановление Политбюро, опубликованное на следующий день, в котором впервые в отношении сторонников Троцкого употреблялся термин «оппозиция» — хотя одновременно и говорилось, что работа Политбюро, партийных и государственных учреждений невозможна «без активнейшего участия тов[арища] Троцкого».

### Брошюра
15 декабря 1923 года председатель редколлегии издательства «Красная новь» Борис Эльцин обратился к Троцкому с предложением опубликовать брошюру. 18 декабря Троцкий написал письмо в редакцию «Правды», в котором утверждал, что не отвечал «на некоторые специфические статьи, появившиеся за последнее время», в интересах партии. Затем, в декабре 1923 года, он всё же опубликовал в «Правде» несколько статей, подвергавших критике «бюрократическое перерождение партийных и государственных органов»: «Группировки и фракционные образования», «Вопрос о партийных поколениях», «Общественный состав партии», «Традиция и революционная политика» и другие. Данные статьи — вместе с некоторыми новыми материалами — Троцкий включил в брошюру «Новый курс», вышедшую в январе 1924 года (накануне смерти Владимира Ленина).

## Критика

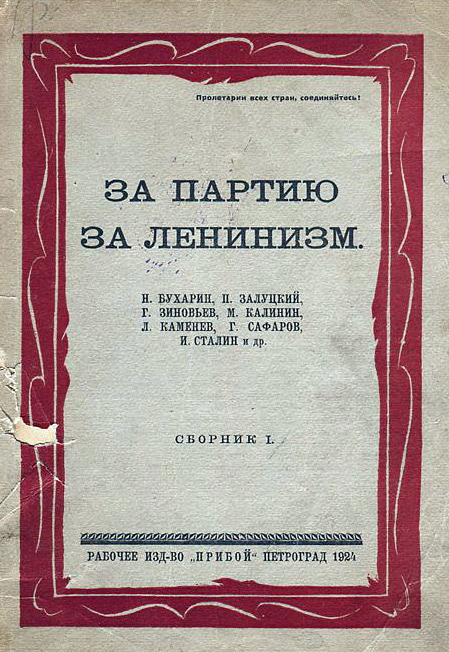
Сборник статей «За партию. За Ленинизм» (1924)

### Советские отзывы. Литературная дискуссия
После внутрипартийной дискуссии осени-зимы 1923 года, статья Троцкого стала частью так называемой «литературной дискуссии» 1924 года, поводом (толчком)) к которой стала другая работа наркома — «Уроки Октября». В частности, Алексей Рыков, в своей вводной статье к сборнику «За ленинизм», напечатанной также в газетах «Правда» и «Известия» под заголовком «Новая дискуссия», утверждал, что множество личных конфликтов Троцкого с товарищами по партии, описанные, по мнению Рыкова, в «Новом курсе», произошли из-за попытки наркома подменить ленинизм троцкизмом. Критика работ Троцкого была крайне острой и закончилась его отставкой с поста наркомвоенмора.

### Позднейший анализ

#### Название и мотивы
По мнению профессора Баруха Кней-Паца, Троцкий выбрал заголовок «Новый курс» как отсылку к решению о «новом курсе», уже принятому партийным руководством ранее, хотя наркомвоенмор полностью понимал, что в реальности провозглашение данного курса было лишь тактической уловкой в борьбе с ним лично. Кней-Пац также отмечал, что хотя позднее основной «атакой [со стороны Троцкого] на пост-ленинское руководство страны» считали историческую статью «Уроки Октября», именно «Новый курс» содержал более фундаментальный анализ текущих социальных проблем и, таким образом, был более серьёзной критикой в адрес Сталина и Зиновьева, нежели воспоминания о былых дореволюционных разногласиях в большевистском руководстве.
Возможность того, что озабоченность Троцкого вопросами демократии была продиктована личными политическими интересами (англ. inspired by self-interest), как это утверждали Сталин и Шляпников, не исключалась историком Томасом Твиссом. В то же время, наличие подписей Каменева и Сталина под резолюцией «О партстроительстве» показывало, по мнению Твисса, что проблема, о которой говорил Троцкий, существовала в реальности. Кроме того, свою роль могла сыграть и гордость наркома, уязвлённая в связи с серией политических поражений последних лет.

#### Анализ «сталинизма»
Профессор Кней-Пац видел в данной работе Троцкого, написанной, когда Ленин ещё был жив, но борьба за роль его наследника уже началась, первую попытку привлечь внимание к тем явлениям в советской жизни, которые станут основными для критики СССР со стороны Троцкого в последующие, 1930-е, годы: иначе говоря, книгу можно рассматривать как введение в анализ Троцким сталинизма (см. «Преданная революция» и «Сталин»). Профессор Нил Гарстон считал, что в своём призыве обратить внимание на бюрократизацию советской политической системы Троцкий «продолжал дело Ленина» (англ. Trotsky starts where Lenin left off). Различие состояло в том, что Ленин воспринимал бюрократизм как пережиток старого (царского) режима, в то время как Троцкий считал бюрократизацию РКП(б) новым явлением, связанным с новыми задачами, вставшими перед большевиками после 1917 года.

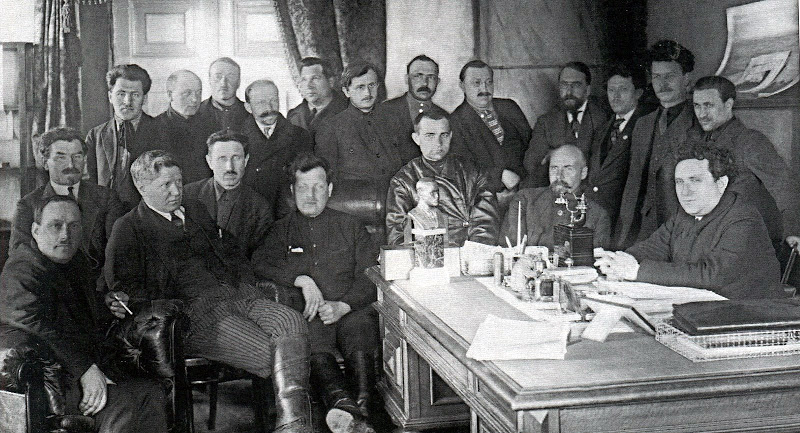
Группа членов Большого президиума Ленинградского совета; первый справа сидит Григорий Зиновьев (первая половина 1920-х)

Кней-Пац отмечал также, что сама тема соотношения между необходимостью сильного, избранного руководства революционной партии, с одной стороны, и одновременной необходимостью в массовом, демократическом движении, с другой, занимала Троцкого задолго до написания «Нового курса»: борьба Троцкого против большевиков, и Ленина лично, в начале 1900-х годов базировалась как раз на понимании того, что в рамках однопартийной системы власть пролетариата может легко обернуться властью над пролетариатом. Но в 1917 году данные опасения были забыты (или отброшены) наркомом, оказавшимся рядом с Лениным в момент перехода власти к большевистской партии. При этом, проблема авторитаризма дала о себе знать ещё при жизни и способности к активной работе Владимира Ильича (см. Как нам реорганизовать Рабкрин) и резко усилилась с ростом влияния Сталина и партийного аппарата после болезни Ленина.
Кней-Пац особо останавливался на определении демократизации, о которой много говорил Троцкий в «Новом курсе»: демократизация по Троцкому ни в коем случае не включала в себя отказ от однопартийной системы — «сам по себе этот факт [однопартийности] был для Троцкого незыблем» — или принципов централизма, с помощью которых партия управляла страной. Речь, таким образом, шла не о проблеме диктатуры одной партии, а о проблеме диктатуры внутри самой партии — о распределении власти внутри РКП(б):
|  | Ничто не может быть дальше от истины, чем представление о Троцком, в последовавших [за выходом статьи] спорах, как о голосе свободы и демократии, бьющемся против сил тьмы. |

Более подробный анализ самого явления советской бюрократии был дан Троцким уже в 1930-е годы, когда он находился в эмиграции; в «Новом курсе» же давались лишь первые наброски этой новой сущности, под которой наркомвоенмор понимал власть административного аппарата как над страной, так и над партией — явления, при котором из структуры, исполняющей решения, аппарат становился центром их принятия. Не отрицая способность бюрократического режима, в рамках которого подчинённые бездумно исполняют указания вышестоящих, обеспечить удовлетворения некоторых потребностей общества (потребности в порядке, стабильности, безопасности и так далее), Троцкий считал, что подобный режим исключает саму возможность достижения тех революционных идеалов, ради которых, по его мнению, и свершалась Октябрьская революция. Бюрократизм, со свойственным ему консерватизмом, «лелеет прошлое и настоящее, делая это за счет будущего» (англ. It enshrined the past and present at the expense of the future). Причём, бюрократизация касалась как новых членов партии, пришедших в неё после 1917 года, так и старой гвардии, которая постепенно превращалась в «клику оппортунистов». Данное явление, правда, не считалось Троцким необратимым:
Только постоянное взаимодействие старшего поколения с младшим в рамках партийной демократии может сохранить «старую гвардию» как революционный фактор. Иначе старики могут окостенеть и незаметно для себя стать наиболее законченным выражением аппаратного бюрократизма
Многочисленные критики работ наркома позже отмечали, что в «Новом курсе» Троцкий говорил лишь о бюрократизации, «инфицировавшей» партию, а не о бюрократии, правящей страной (как революционер стал говорить позднее). Кроме того, Троцкий отмечал что всё более распространённой становилась практика назначения губернских секретарей из Москвы (а не избрание их местными партийцами), после чего аппаратчики начинали принимать решения по вопросам, лежавшим либо вне, либо на границе их компетенции (данная тенденция была отмечена наркомом ещё на XI съезде).

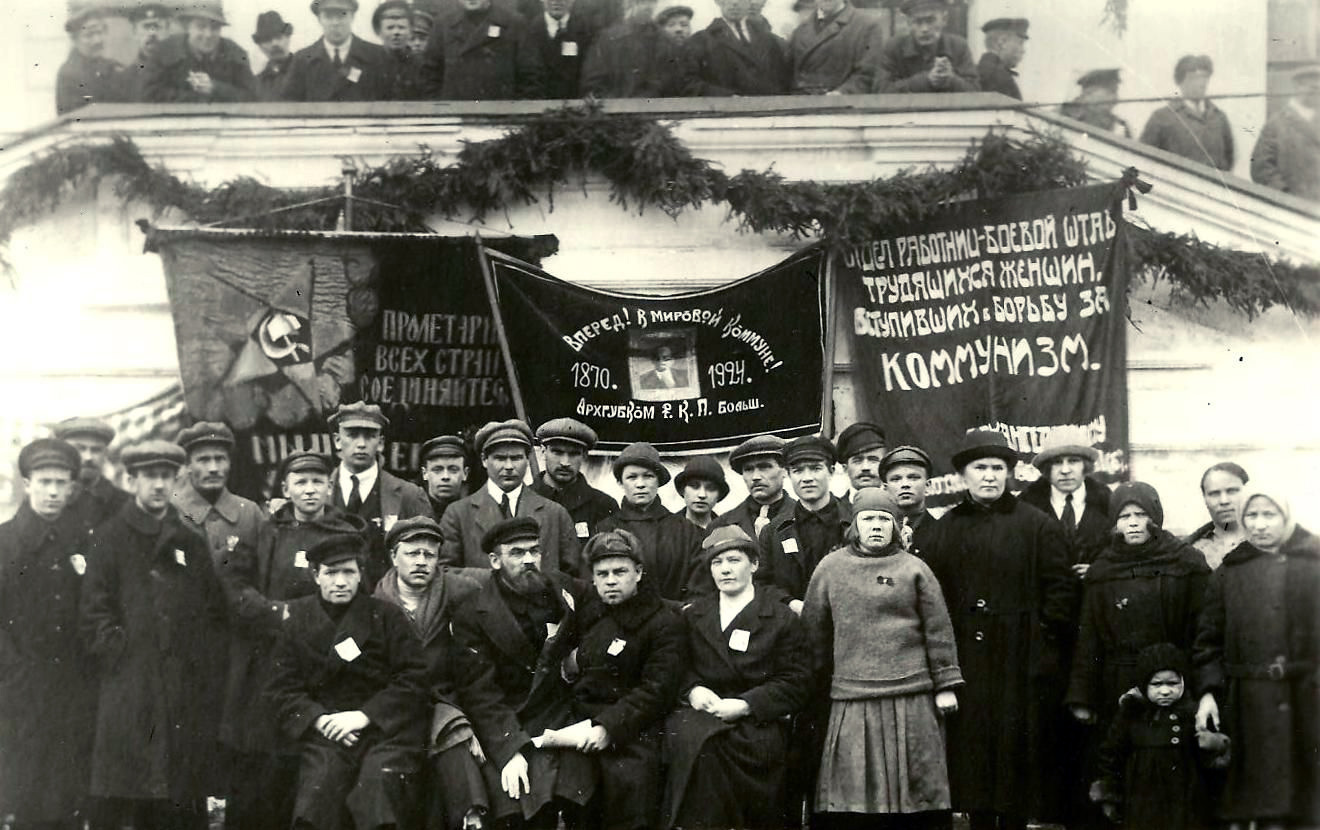
У здания Архангельского губкома РКП(б), фотография 1924 года

#### Меры борьбы с бюрократизацией
Среди мер, которые предлагал Троцкий для достижения демократизации, были: расширение массового базиса партии, увеличение доли рабочих среди членов РКП(б) и возможность критики «снизу» — критики руководства и ответственных партийных работников со стороны рядовых большевиков. Троцкий хотел привлечь в партию больше молодёжи и допустить её, с новыми идеями и инициативами, до руководящих постов, которые в те годы преимущественно занимали члены старой гвардии — большевики с дореволюционным стажем. Партийная молодежь признавалась Троцким как «вернейший барометр партии»; профессор Николай Васецкий в 1990 году считал, что Троцкий в своей работе «в некорректной форме затронул проблему поколений в партии». При этом использование любых внепартийных социальных сил для борьбы с бюрократизмом отрицалось наркомом — данное положение из «Нового курса» позже активно критиковалось исследователями мыслей и идей Троцкого, особенно среди тех, кто считал большевистскую партию (или как минимум «сталинскую группу») выразителем интересов исключительно советской бюрократии.
Кней-Пац полагал, что — сколь бы ярко ни звучали призывы Троцкого к демократизации — его основная цель была несколько иной: основным мотивом, «пронизывающем „Новый курс“», была идея сохранения революционного духа в рядах большевиков. В то время как Мировая революция (прежде всего в странах Западной Европы) всё никак не начиналась, Троцкому — по версии Кней-Паца — начало казаться, что сама партия стала превращаться в «консервативную, институционализированную силу», стремящуюся сохранить то, что уже имелось в те годы — нежели преследовать более амбициозные цели. Демократизация, таким образом, становилась лишь инструментом для сохранения революционности среди большевиков: их готовности не только сохранять власть, но и менять человеческое общество. Противоположностью подобной революционности Троцкий как раз и считал бюрократизм. Кроме того, выполнение плана по индустриализации в СССР и создание плановой экономики как таковой также требовали, по версии Троцкого, изменения партийного режима.

#### Причины бюрократизации и фракционность
Причины начавшейся в СССР бюрократизации были слабо освещены на страницах «Нового курса», в котором больше говорилось об опасностях данного явления. Троцкий всё же отметил — в дополнение к тому, что наблюдаемые факты не являлись наследием царского режима, Гражданской войны или Военного коммунизма — что важнейшим источником бюрократизма в партии являлся государственный (советский) аппарат. Согласно Троцкому, централизм, авторитаризм и иерархия привносились в ряды большевиков партийцами, занятыми на государственной службе, где подобные явления существовали в связи с классовыми противоречиями советского общества. Иначе говоря, именно на советской работе большевики обучались методам администрирования, которые позже выражались в бюрократизации партийной жизни.
В «Новом курсе» Троцкий, по мнению профессоров Кней-Паца и Саккарелли, не отрицал партийную дисциплину и единство партии (в чём его позже неоднократно обвиняли) — Лев Давидович лишь доказывал, что предпосылкой к настоящему единству и дисциплине является возможность свободного выражения своего мнения и коллективность в принятии решений. Фракционность — или возможность для меньшинства организованно отстаивать свою позицию — отрицалась Троцким на страницах книги неоднократно: поскольку в этом случае классовая борьба, по его словам, способна была начаться уже в рамках самой партии. Идея Троцкого заключалась в воссоздании «должной диалектики» между партией и массами, а не в создании фракций внутри правящей партии — в этом своём видении нарком был близок к руководителю Итальянской коммунистической партии Антонио Грамши. При этом, фракционность приписывалась Троцким как раз бюрократизму, поскольку бюрократы образуют отдельную касту внутри партии; за бюрократизацией, по версии наркома, могла последовать и реставрация капитализма в Советской России. Как средство борьбы с подобной фракционностью, которую нельзя было преодолеть формальными запретами (поскольку фракции будут существовать подпольно), предлагалось перейти от «бюрократического централизма» к «более стабильному режиму демократии» в партии:
Центр тяжести, неправильно передвинутый при старом курсе в сторону аппарата, ныне, при новом курсе, должен быть передвинут в сторону активности, критической самодеятельности, самоуправления партии… Кратко задачу можно сформулировать так: партия должна подчинить себе свой аппарат.

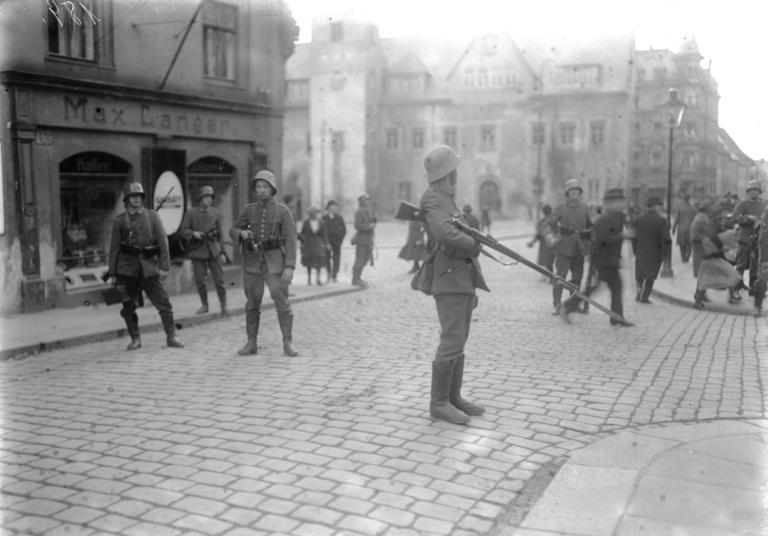
Противостояние рейхсвера и коммунистов в Саксонии в октябре 1923 года

Историк Фредерик Корни отмечал, что в «Новом курсе» Троцкий вновь вернулся к идеям, которые он ранее высказывал в своей теории перманентной революции. Нарком вынужден был это сделать в ответ на обвинения в недооценке роли крестьянства в революции: Троцкий пытался доказать, что его представления о роли крестьян всегда соответствовали «фундаментальной линии» большевистской партии в данном вопросе.

#### Критика Коминтерна
Профессор Саккарелли считал, что Троцкий в «Новом курсе», не сообщая об этом напрямую, критиковал и международное коммунистическое движение: как внешнюю политику Советской России того времени в целом, так и роль Коммунистического интернационала в ней, в частности. В основе критики наркома лежала всё та же бюрократизации, только теперь на международном уровне: администрирование национальных коммунистических партий из центра в Москве приводило к одной неудаче за другой (см. Коммунистическое восстание в Германии в октябре 1923 года). Кроме того, это позволяло «буржуазным» правительствам выставлять местных коммунистов в качестве проводников интересов Кремля.

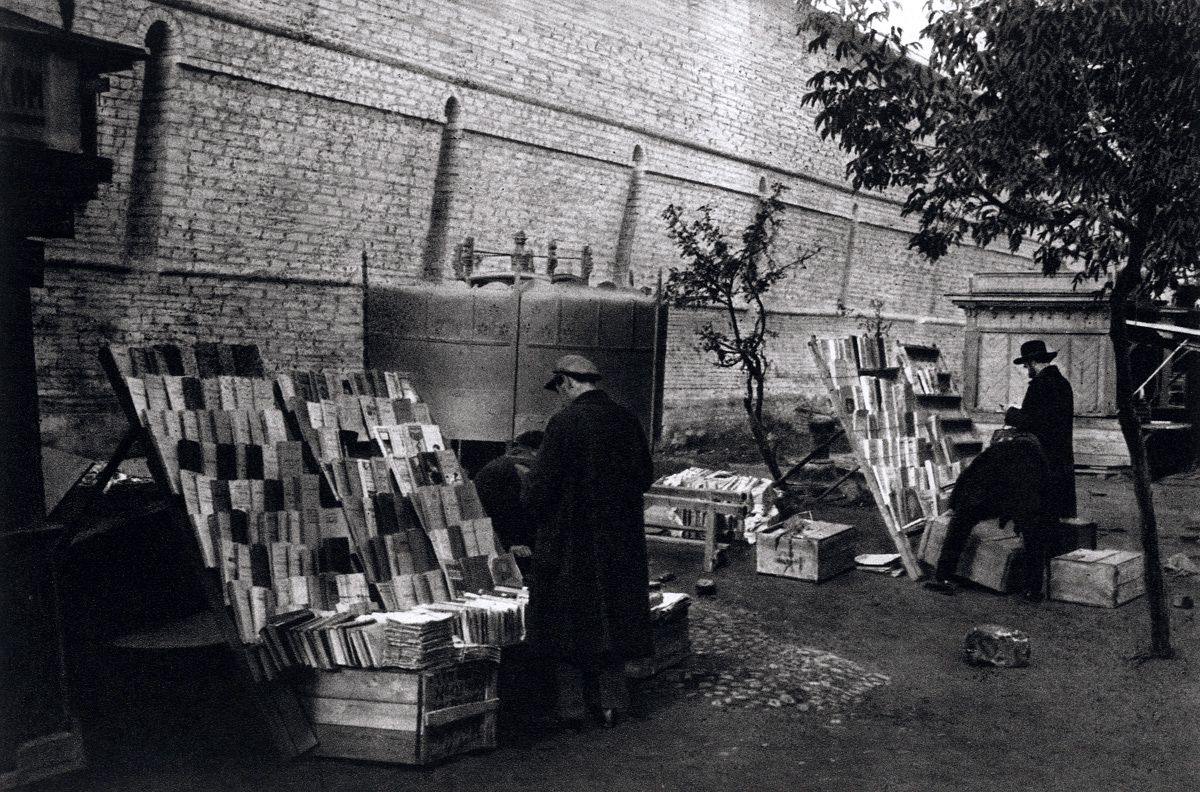
Книжные развалы у кремлёвской стены (1920-е)

## Влияние
В СССР 1920-х годов группы партийных оппозиционеров использовали «Новый курс» Троцкого как важный агитационный материал. Сразу после публикации газетной статьи, «Новый курс» стал причиной дебатов среди большевиков: основным оплотом оппозиционеров, поддерживавших идеи Троцкого, стала Москва, где во множестве партийных ячеек сторонники наркома получали почти половину, а часто и простое большинство голосов. Исследования, проведённые уже в начале XXI века, показывали, что как минимум четверть московских партийных ячеек встала на сторону Троцкого. В провинции, включая такие ключевые города как Киев, «Новый курс» получил поддержку в тех партийных организациях, где были сконцентрированы большевистские диссиденты, переведённые из Москвы. Кроме того, Троцкого поддерживали армейские и студенческие партийные организации. Как то ни удивительно, значительной оказалась и поддержка среди работников самого советского госаппарата: Твисс и другие исследователи предполагали, что бюрократам импонировали идеи индустриализации и центрального планирования, изложенные революционером.
Ограниченность влияния «Нового курса», проявившаяся позднее, объяснялась исследователями тем, что Троцкий не сумел предложить быстродействующих мер для решению социальных вопросов в СССР: прежде всего, безработицы и низких зарплат заводских рабочих. Кроме того, позиция Льва Давидовича по вопросу о профсоюзах и трудовые армии, созданные им во время и после Гражданской войны, не были ещё забыты — его неожиданный поворот в сторону демократии вызывал недоверие. Контроль над центральными печатными органами также давал преимущества противникам наркома, сумевшим ограничить возможности оппозиционеров для выражения своего мнения и «утопившим» их в потоке контр-обвинений. В результате, на XIII партийной конференции в январе 1924 года оппозиционеры получили только три места из 128 и их предложения были отвергнуты, а сами они, часто являвшимися оппозиционерами и в прошлом, были охарактеризованы как сторонники «мелко-буржуазного» течения в партии.
|  | Для большинства в Политбюро Троцкий являлся частью проблемы, а не её решения. |

Для ряда коммунистов отказ большевистской партии принять план Троцкого стал поворотной точкой в истории СССР — разделительной чертой, отделявшей «эпохальные завоевания 1917 года» от «агонии упадка» Советской России. Многие из тех, кто поддержал Троцкого в конце 1923 года, лишились своих постов или партбилета. В частности, французский политический деятель Борис Суварин был исключён как из Французской коммунистической партии, так и из Коминтерна (где он являлся членом исполнительного комитета) за попытку защитить взгляды Троцкого перед французскими коллегами по партии, а Владимир Антонов-Овсеенко потерял пост начальника Политуправления Реввоенсовета за выпуск циркуляра ПУР № 200 о «применении принципов внутрипартийной демократии в Красной армии» в духе «Нового курса»; 15 руководителей Российского коммунистического союза молодёжи были переведены на работу в далёкую провинцию, что позволило Политбюро вернуть большинство в организации:

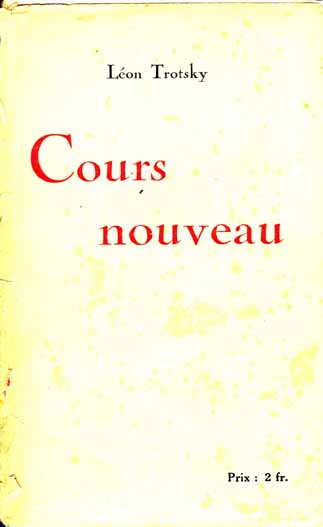
Французский перевод: «Cours nouveau», 1924

Сталинский аппарат сумел почти идеально организовать кампанию против оппозиции.

## Издания и переводы
После появления брошюры в советском издательстве «Красная новь» (совместно с Главполитпросветом) в январе 1924 года, она была издана в том же году во Франции (в переводе Бориса Суварина), в Германии и Чехословакии; затем она вышла в Испании (1928). Уже после смерти Троцкого «Новый курс» издали в США (в сентябре 1943, в переводе Макса Шахтмана и совместно с его работой «The Struggle for the New Course») и в Соединенном Королевстве (в октябре 1956). К 1989 году увидели свет переводы, изданные в Японии (ноябрь 1963), Китае (1965), Италии (март 1967), Швеции (май 1972) и Югославии (1972).

## Текст брошюры
- Текст брошюры на русском языке (в редакции 1924 года)
- Текст брошюры на английском языке (в редакции 1923 года)
- Текст брошюры на французском языке